# 馬蒂·巴特雷斯·瓜達拉馬
马蒂·巴特雷斯·瓜达拉马（西班牙語：Martí Batres Guadarrama，西班牙語發音：[maɾˈti ˈβatɾes ɣwaðaˈrama]，1967年1月26日—）是墨西哥政治人物，在克劳迪娅·欣鲍姆辭職後擔任墨西哥城市長。也是国家复兴运动前主席，並擔任代表聯邦區墨西哥國會第六十二屆立法機關以及聯邦區立法會議代表。

## 職業生涯
曾擔任墨西哥國會第六十四屆立法機關共和国參議院議長。
克劳迪娅·欣鲍姆（Claudia Sheinbaum）辭職參加總統競選後，提名馬蒂·巴特雷斯為繼任墨西哥城市長。當地議會以64票對1票通過了巴特雷斯的提名，馬蒂·巴特雷斯擔任市長至2024年10月4日。